# Liste der Kulturdenkmale in Mühlbach (Wurzen)
Die Liste der Kulturdenkmale in Mühlbach (Wurzen) enthält die in der amtlichen Denkmalliste des Landesamtes für Denkmalpflege Sachsen ausgewiesenen Kulturdenkmale im Wurzener Ortsteil Mühlbach.

## Legende
- Bild: Bild des Kulturdenkmals, ggf. zusätzlich mit einem Link zu weiteren Fotos des Kulturdenkmals im Medienarchiv Wikimedia Commons. Wenn man auf das Kamerasymbol klickt, können Fotos zu Kulturdenkmalen aus dieser Liste hochgeladen werden:
- Bezeichnung: Denkmalgeschützte Objekte und ggf. Bauwerksname des Kulturdenkmals
- Lage: Straßenname und Hausnummer oder Flurstücknummer des Kulturdenkmals. Die Grundsortierung der Liste erfolgt nach dieser Adresse. Der Link (Karte) führt zu verschiedenen Kartendiensten mit der Position des Kulturdenkmals. Fehlt dieser Link, wurden die Koordinaten noch nicht eingetragen. Sind diese bekannt, können sie über ein Tool mit einer Kartenansicht einfach nachgetragen werden. In dieser Kartenansicht sind Kulturdenkmale ohne Koordinaten mit einem roten bzw. orangen Marker dargestellt und können durch Verschieben auf die richtige Position in der Karte mit Koordinaten versehen werden. Kulturdenkmale ohne Bild sind an einem blauen bzw. roten Marker erkennbar.
- Datierung: Baubeginn, Fertigstellung, Datum der Erstnennung oder grobe zeitliche Einordnung entsprechend des Eintrags in der sächsischen Denkmaldatenbank
- Beschreibung: Kurzcharakteristik des Kulturdenkmals entsprechend des Eintrags in der sächsischen Denkmaldatenbank, ggf. ergänzt durch die dort nur selten veröffentlichten Erfassungstexte oder zusätzliche Informationen
- ID: Vom Landesamt für Denkmalpflege Sachsen vergebene, das Kulturdenkmal eindeutig identifizierende Objekt-Nummer. Der Link führt zum PDF-Denkmaldokument des Landesamtes für Denkmalpflege Sachsen. Bei ehemaligen Kulturdenkmalen können die Objektnummern unbekannt sein und deshalb fehlen bzw. die Links von aus der Datenbank entfernten Objektnummern ins Leere führen. Ein ggf. vorhandenes Icon  führt zu den Angaben des Kulturdenkmals bei Wikidata.

## Mühlbach
| Bild | Bezeichnung | Lage                                | Datierung               | Beschreibung | ID       |
| ---- | --- | ----------------------------------- | ----------------------- | --- | -------- |
|      | Sachgesamtheit Rittergut Mühlbach, mit folgenden Einzeldenkmalen: Herrenhaus (Nr. 30), Gutsscheune und zwei Wirtschaftsgebäude (Nr. 32 und Nr. 34) mit ehemaliger Brennerei (Teil Nr. 34) - (siehe auch Einzeldenkmalliste - Obj. 08973698), weiterhin mit folgenden Sachgesamtheitsteilen: Wirtschaftshof (u. a. Wirtschaftsgebäude Nr. 28) und den Resten des ehemaligen Gutsparks | Am Mühlteich 28; 30; 32; 34 (Karte) | um 1810/1817 und später | von ortsgeschichtlicher und bauhistorischer Bedeutung, ehem. Brennerei eine der ersten Zuckerfabriken in Sachsen. Herrenhaus: zweigeschossiger verputzter Massivbau, Mittelrisalit, Ecklisenen, Türgewände mit Verdachung in Porphyrtuff, Fenster und Türen denkmalgerecht erneuert, im Inneren originales Treppenhaus, Walmdach mit Gauben, Wirtschaftsgebäude: zweigeschossiger verputzter Massivbau, Fenstergewände zum Teil in Naturstein, Putztraufe, einseitiges Krüppelwalmdach, hakenförmiger Grundriss, ehem. Brennerei: zweigeschossiger verputzter Bruchsteinbau, Tür- und Fenstergewände größtenteils in Sandstein, zum Teil originale Putzgliederung, Tür- und Fenstergewände zum Teil mit Sandsteinverdachung, rückwärtige Ziegelsteinesse, Satteldach mit Ziegelsteintraufe, von 1811/12 bis 1817 als Zuckerfabrik durch Freiherr Friedrich v. Lorenz (1777–1848) betrieben, ab 1817 als Brennerei (Kartoffeln), 1835–1837 wieder Rübenzuckerfabrik Kaufmann Alexander Ludwig Krause, Chemnitz, technische Ausstattung im Inneren nicht geprüft, Gutspark (Sachgesamtheitsteil): nur noch in Resten vorhanden und als Park nicht mehr erlebbar. Rittergut in den 1890er Jahren für eine Tochter des Leipziger Arztes Moritz Schreber (1808–1861) erworben, 1945 enteignet, seit 1991 wieder im Besitz der Familie. | 09302791 |
|      | Einzeldenkmale der Sachgesamtheit Rittergut Mühlbach: Herrenhaus (Nr. 30), Gutsscheune und zwei Wirtschaftsgebäude (Nr. 32 und Nr. 34) mit ehemaliger Brennerei (Teil Nr. 34) - (siehe auch Sachgesamtheitsliste - Obj. 09302791) | Am Mühlteich 30; 32; 34 (Karte)     | Mitte 19. Jh.           | von orts- und bauhistorischer Bedeutung, ehem. Brennerei eine der ersten Zuckerfabriken in Sachsen, industriegeschichtlich von Bedeutung. Herrenhaus: zweigeschossiger verputzter Massivbau, Mittelrisalit, Ecklisenen, Türgewände mit Verdachung in Porphyrtuff, Fenster und Türen denkmalgerecht erneuert, im Inneren originales Treppenhaus, Walmdach mit Gauben, Wirtschaftsgebäude: zweigeschossiger verputzter Massivbau, Fenstergewände zum Teil in Naturstein, Putztraufe, einseitiges Krüppelwalmdach, hakenförmiger Grundriss, ehem. Brennerei: zweigeschossiger verputzter Bruchsteinbau, Tür- und Fenstergewände größtenteils in Sandstein, zum Teil originale Putzgliederung, Tür- und Fenstergewände zum Teil mit Sandsteinverdachung, rückwärtige Ziegelsteinesse, Satteldach mit Ziegelsteintraufe, von 1811/12 bis 1817 als Zuckerfabrik durch Freiherr Friedrich v. Lorenz (1777–1848) betrieben, ab 1817 als Brennerei (Kartoffeln), 1835–1837 wieder Rübenzuckerfabrik Kaufmann Alexander Ludwig Krause, Chemnitz. Rittergut in den 1890er Jahren für eine Tochter des Leipziger Arztes Moritz Schreber (1808–1861) erworben, 1945 enteignet, seit 1991 wieder im Besitz der Familie. | 08973698 |